# Chaetocraniopsis transandinum
Chaetocraniopsis transandinum là một loài ruồi trong họ Tachinidae.